# Cirrochroa natuna
Cirrochroa natuna är en fjärilsart som beskrevs av Hans Fruhstorfer 1904. Cirrochroa natuna ingår i släktet Cirrochroa och familjen praktfjärilar. Inga underarter finns listade i Catalogue of Life.